# Авалон (Јон)
Авалон (фр. Avallon) насеље је и општина у источном делу централне Француске у региону Бургундија, у департману Јон која припада префектури Авалон.
По подацима из 2011. године у општини је живело 7229 становника, а густина насељености је износила 270,24 становника/km². Општина се простире на површини од 26,75 km². Налази се на средњој надморској висини од 254 метара (максималној 369 m, а минималној 163 m).

## Демографија
| 1999. | 2011. |
| ----- | ----- |
| 8.217 | 7.229 |

График промене броја становника у току последњих година